# Djalilabad
Djalilabad este un oraș din Azerbaidjan.